# Birgit Wiese
Birgit Wiese (* 10. November 1965 in Berlin) ist eine ehemalige deutsche Fußballspielerin.

## Karriere

### Vereine
Gerd Neuser, Trainer der Frauenfußballmannschaft des TSV Siegen, gelang es Wiese 1987 von ihrem Verein ATSV Stockelsdorf ins Siegerland zu lotsen.
Von 1987 bis 1990 kam sie als Abwehrspielerin zunächst in der Regionalliga West zum Einsatz, aus der sie mit ihrer Mannschaft zweimal als Meister hervorgegangen war. Für die Endrunde um die Deutsche Meisterschaft qualifiziert, schied sie mit ihr im Viertelfinale gegen den TuS Ahrbach nach Elfmeterschießen mit 5:6 aus. Das Jahr darauf gehörte sie zur Startelf, die am 24. Juni 1990 im heimischen Leimbachstadion das Finale gegen die SSG 09 Bergisch Gladbach mit 3:0 gewann.
Ihre letzten beiden Saisons bestritt sie in der seit 1990 eingeführten Bundesliga. Aus der Gruppe Nord der seinerzeit zweigleisigen Bundesliga ging ihre Mannschaft jeweils als Sieger hervor, wie auch in den beiden sich jeweils anschließenden Endrunden um die Deutsche Meisterschaft. Zudem gewann sie mit der Mannschaft zweimal den nationalen Vereinspokal. Am 28. Mai 1988 zur Startelf gehörend, erzielte sie vor 10.000 Zuschauern im Olympiastadion Berlin – als Vorspiel zum Männerfinale – beim 4:0-Sieg über den FC Bayern München das Tor zum 3:0 per Strafstoß in der 66. Minute. Als am 24. Juni 1989 an gleicher Stätte der FSV Frankfurt mit 5:1 bezwungen wurde, gehörte sie nicht zur Finalelf; jedoch wieder am 22. Juni 1991, als sie mit ihrer Mannschaft Grün-Weiß Brauweiler mit 0:1 unterlegen war und am 23. Mai 1992 bei der 0:1-Niederlage gegen den FSV Frankfurt.
1994 nach Schweden ausgewandert, bestritt sie zunächst für den in der Gemeinde Östersund ansässigen Fröso IF Punktspiele, bevor sie in der Spielzeit 1995 in der Division 1 Norrland, der zweithöchsten Spielklasse im schwedischen Frauenfußball, Punktspiele für Umeå IK bestritt.

### Nationalmannschaft
Für die A-Nationalmannschaft bestritt sie 1988 zwei EM-Qualifikations- und 1991 drei Test-Länderspiele. Ihr Debüt als Nationalspielerin gab sie am 17. September 1988 in Binningen beim 10:0-Sieg im EM-Qualifikationsspiel der Gruppe 3 gegen die Schweizer Nationalmannschaft mit Einwechslung für Petra Damm in der 69. Minute.

## Erfolge
- Deutscher Meister 1990, 1991, 1992
- DFB-Pokal-Sieger 1988, 1989
- Meister Regionalliga West 1989, 1990

## Sonstiges
Ihre Tochter Iza, die ihr Freiwilliges Soziales Jahr 2018 in Hamburg bei Altona 93 verrichtete, ist ebenfalls Fußballspielerin. Sie begann im Mädchenteam des IFK Umeå und wechselte später ins Frauenteam von IFK Akullsjön in die drittklassige Division 1. Für dieses Frauenteam, das ihre Mutter trainierte, waren im Spieljahr 2015 Mutter und Tochter erstmals gemeinsam aktiv. In Deutschland spielte ihre Tochter während ihres FSJ für den FC St. Pauli in der Regionalliga Nord. Wiese lebt sie in Bygdeå, der Gemeinde Robertsfors zugehörig, in der Provinz Västerbotten im Norden des Landes.